# Slag bij Kortrijk (1793)
De Eerste Slag bij Kortrijk vond plaats op 15 september 1793, in de buurt van Kortrijk in de Zuidelijke Nederlanden. De strijd had twee dagen na de Slag bij Menen plaats, tijdens de Franse veldtocht in de Nederlanden, een onderdeel van de Eerste Coalitieoorlog. Het treffen vond plaats tussen een divisie van Nicolas Houchard's Franse Armée du Nord onder leiding van Joseph de Hédouville en een keizerlijk Oostenrijks-Zuid-Nederlands leger onder leiding van Jean-Pierre de Beaulieu, ondersteund door een Brits detachement van de troepen van de Frederik van York, de hertog van York. De slag eindigde in een geallieerde overwinning, maakte een einde aan de veldtocht van Houchard en leidde tot diens ontslag en terdoodveroordeling.

## Achtergrond
Na zijn overwinning in de Slag bij Hondschote en de daaruit voortvloeiende inname van Duinkerke verzuimde Houchard de Britse troepen van de hertog van York achterna te zitten en met de rest van zijn manschappen de stad Le Quesnoy te gaan versterken. Die stond onder druk van het keizerlijke leger onder leiding van prins Frederik Jozias van Saksen-Coburg-Saalfeld. 
Nicolas Houchard's eerste doel was het veroveren van Doornik, maar eerst moest hij voorbij de verdediging door troepen uit de Republiek onder leiding van prins Willem III van Oranje, die vanuit Ieper naar Menen waren opgetrokken. 
De Noord-Nederlanders waren aanvankelijk van plan zich in Kortrijk zelf op te stellen maar toen het nieuws kwam dat Le Quesnoy op 11 september gevallen was, en ze in de veronderstelling waren dat ze daardoor zouden worden gesteund door de 15.000 Zuid-Nederlanders van Beaulieu, stelde de colonne van de prins zich op vóór Kortrijk, bij Menen.
Op 12 september bracht Houchard daar evenwel een zware nederlaag toe aan de prins van Oranje, waarna deze de omgeving van Kortrijk verliet en zich terugtrok in de richting van Gent.
Het Franse leger had nu een gevaarlijke positie ingenomen tussen de geallieerde linies en dreigde de communicatie tussen York in het noorden en het keizerlijke leger rond Le Quesnoy af te snijden. 
Bij het vernemen van het nieuws omtrent de Nederlandse nederlaag voerde York een manoeuvre uit om de Noord-Nederlanders af te dekken terwijl de Oostenrijkse Zuid-Nederlanders van Beaulieu zich terugtrokken tot in Lendelede.
Niet op de hoogte van het feit dat Le Quesnoy was gevallen, zette Houchard daarentegen zijn plan door om naar het oosten te avanceren. Hij gaf de orders om de divisies van Joseph de Hédouville en Pierre Dumesny in zuidelijke richting naar Rijsel door te sturen.

## De slag
Op de avond van de 14e arriveerden de Fransen bij Kortrijk met 6 bataljons en 6 eskadrons. Diezelfde dag bereikte York’s commando Torhout, waar hij na overleg besloot om Menen aan te vallen.
Op 15 september, terwijl York naar Menen marcheerde, had Hédouville met een deel van zijn divisie Menen verlaten en had hij Demars' brigade van 3000 mannen langs de rivier de Leie opdracht gegeven om Kortrijk aan te vallen. Demars was helemaal niet enthousiast bij deze gevaarlijke taak die hij onder druk van Houchard moest uitvoeren: "Hij moet Kortrijk innemen of het verbranden met zijn kanonnen". York was onderweg naar Roeselare toen hij het nieuws hoorde en gaf onmiddellijk opdracht aan generaal Erbach om deze zijn geavanceerde wacht van Hannoveriaanse infanterie te sturen, en stuurde hierbij ook Britse cavalerie, gevolgd door nog 4 bataljons ter versterking van Beaulieu's Oostenrijkers.
Terwijl Demars Kortrijk naderde, kwam Beaulieu hem vanuit dezelfde stad tegemoet en dreef hem terug. Hédouville bracht versterkingen vanuit Menen maar ook deze werden teruggedreven en achternagezeten door de Oostenrijkers.
Terwijl het grootste deel van Hédouville's divisie optrok naar Rijsel, was Demars divisie achtergelaten rond Menen om die nacht de geallieerden daar op te houden. Maar bij het verschijnen van Erbach's commando sloeg hij op de vlucht. Het commando van Herman Willem Daendels was in staat om in Menen voor een moment stand te houden, maar ook daar sloeg paniek toe. Zij vluchtten uit Menen waarbij menige soldaten in de Leie verdronken. De Anglo-Oostenrijkse achtervolging werd alleen afgehouden door Antoine Béru met wat lichte wapens (waarvoor hij de volgende dag tot divisiegeneraal werd gepromoveerd). De Franse verliezen liepen op tot 500 doden en gewonden, 200 gevangenen en 2 kanonnen.

## Nasleep
Beaulieu’s overmacht, had - niettegenstaande enkele verliezen - in combinatie met de overwinning bij Le Quesnoy en de overgave van Declaye’s versterkingscolonne bij Avesnes-le-Sec op 11 september, de kaarten gekeerd en maakte een einde aan Houchard’s campagne. Op korte tijd waren de Franse troepen terug in de posities die ze hadden behaald tijdens de Slag bij Hondschote. De overhaaste terugtrekking van het leger van de prins was een gemiste kans voor de geallieerden maar verhinderde niet dat de Fransen gekneld raakten tussen de troepen van York in het noorden, die van Beaulieu in het oosten en Coburg’s commando in het zuiden bij Cysoing.
Joseph de Hédouville en Pierre Dumesny werden gearresteerd maar werden niet ter dood veroordeeld. 
Op 24 september werd Nicolas Houchard in Rijsel gearresteerd omdat hij zijn overwinning bij Hondschote niet had benut alsmede voor het verlies van Le Quesnoy. Hij werd op 17 november in Parijs wel tot de guillotine veroordeeld.